# Junkers Jumo 004
Junkers Jumo 004 var världens första jetmotor i serieproduktion. Utvecklingen som startade 1939 leddes av Dr Anselm Franz som tidigare hade varit chef för Junker Jumos turbo- och kompressorutveckling. Projektet fick beteckning 109-004 av RLM, 109 var ett prefix för alla jetmotorprojekt.

## Design
Motorns grundläggande konstruktion var både revolutionerande och konservativ. Till skillnad från Hans von Ohains HeS 3 som hade en centrifugalkompressor så valde Franz att använda en axialkompressorn för ett rakare luftflöde genom motorn och mindre tvärsnittsarea. Axialkompressorn hade helt nyligen utvecklats vid Aerodynamische Versuchsanstalt i Göttingen, förutom att den hade en mindre tvärsnittsarea så hade den högre verkningsgrad än en motsvarande centrifugalkompressor. Samtidigt valde Franz att konstruera motorn för mindre dragkraft än vad som var teoretiskt möjligt, detta för att göra tillverkningen och konstruktionen enklare. Ett sådant val var att använda sex enskilda brännkammare istället för en mer effektiv gemensam ringformad brännkammare.
De första 004A-motorer som tillverkades för att driva Messerschmitt Me 262-prototyperna hade byggts utan några begränsningar avseende material, och de använde de knappa råvarorna som nickel, kobolt och molybden i mängder som var oacceptabelt i produktionen. Franz insåg att Jumo 004 skulle behöva omkonstrueras för att innehålla ett minimum av dessa strategiska material. Alla de heta metalldelar, inklusive brännkammaren, konstruerades i mjukt kolstål som skyddas av en aluminiumbeläggning. De ihåliga turbinbladen framställdes från bockade plåtar av Cromadur legering (12 % krom, 18 % mangan, och 70 % järn), utvecklat av Krupp, som svetsades samman och kyldes genom att komprimerad luft tappades av från kompressorn och fick strömma genom insidan av turbinbladen. Motorns operativa livslängd förkortades, men på plussidan blev den lättare att bygga.

## Varianter
| RLM Beteckning | Typ       | Antal kompressorsteg | Brännkammare | Antal turbinsteg | Dragkraft eller effekt | Vikt    | Varvtal   |
| -------------- | --------- | -------------------- | ------------ | ---------------- | ---------------------- | ------- | --------- |
| 109-004B       | Turbojet  | 8ax                  | 6in          | 1                | 8,8 kN                 | 745 kg  | 8700 rpm  |
| 109-004C       | Turbojet  | 8ax                  | 6in          | 1                | 10,0 kN                | 720 kg  | 8700 rpm  |
| 109-004D       | Turbojet  | 8ax                  | 6in          | 1                | 10,3 kN                | 745 kg  | 10000 rpm |
| 109-004H       | Turbojet  | 11ax                 | 8in          | 2                | 17,7 kN                | 1200 kg | 6600 rpm  |
| 109-012        | Turbojet  | 11ax                 | 6in          | 2                | 27,3 kN                | 2000 kg | 5300 rpm  |
| 109-022        | Turboprop | 11ax                 | 8in          | 2                | 3,4 MW                 | 2600 kg | 5000 rpm  |

Layout: ax=axial flödes kompressor steg, in=individuella brännkammare

## Användning
- Arado Ar 234
- Heinkel He 162
- Heinkel He 280
- Henschel Hs 132
- Focke-Wulf Ta 183
- Junkers Ju 287
- Gotha Go 229
- Messerschmitt Me 262
- Jakolev Jak-15 ((Sovjetunionen) Tumanskij RD-10)
- MiG-9 (Sovjetunionen)
- Avia S-92 (Tjeckoslovakisk kopia av Me 262)
- Sud-Ouest SO 6000 Triton (Frankrike)
- Arsenal VG-70 (Frankrike)